# Schutzbehauptung
Eine Schutzbehauptung ist eine falsche Aussage mit dem Ziel, durch eine Lüge die eigene Schuld zu verbergen und einer Strafe zu entgehen.
Ein Beschuldigter, der eine Schutzbehauptung äußert, macht sich dadurch nicht wegen Falschaussage strafbar, diese betrifft nur Zeugen und Sachverständige. Eine falsche Verdächtigung oder Verleumdung von anderen Personen ist allerdings auch für den Beschuldigten strafbar.